# Pétition en 70 000 caractères
La Pétition en 70 000 caractères (tibétain : ཡིག་འབྲུ་ཁྲི་བདུན་གྱི་སྙན་ཞུ, Wylie : Yig 'bru khri bdun gyi snyan zhu ; chinois simplifié : 七万言书), dénommée initialement « Rapport sur les souffrances du Tibet et des régions tibétaines et propositions pour le travail futur du Comité central sous la direction du président ministre Zhou Enlai », est un document historique daté du 18 mai 1962, écrit par le 10e panchen-lama et adressé au gouvernement chinois. Cette pétition dénonce la politique draconienne et les actions de la République populaire de Chine au Tibet.
Depuis des décennies, le texte de ce rapport n'était connu qu'au niveau le plus élevé de la direction chinoise lorsqu'un exemplaire parvint, en 1996, entre les mains de l'organisation non gouvernementale Tibet Information Network (TIN). En janvier 1998, à l'occasion du 60e anniversaire de la naissance du 10e panchen-lama, une traduction préfaçée par le tibétologue Robert Barnett et intitulée A Poisoned Arrow: The Secret Report of the 10th Panchen Lama, fut publiée par TIN,.
Lors de sa publication, son authenticité ne put être confirmée de façon indépendante et les responsables chinois s'abstinrent de tout commentaire. Cependant, quelques mois tard, Ngabo Ngawang Jigme, un ancien dirigeant tibétain ayant eu des fonctions politiques au Tibet entre 1964 et 1993, contesta fermement l'exactitude de la pétition, critiquant notamment ses informations sur la famine, mais sans mettre en doute son authenticité ni critiquer sa publication.
Selon Barry Sautman, le 10e panchen-lama est censé avoir visité trois régions avant la rédaction du rapport : Ping'an, Hualong et Xunhua (région dont il est originaire). Ces régions sont dans la préfecture de Haidong (Qinghai), où la population est à 90 % non tibétaine. De plus, un ancien dirigeant de la région autonome du Tibet conteste le fait que le panchen-lama ait visité une quelconque zone tibétaine lors de la famine.[Information douteuse]

## Contexte

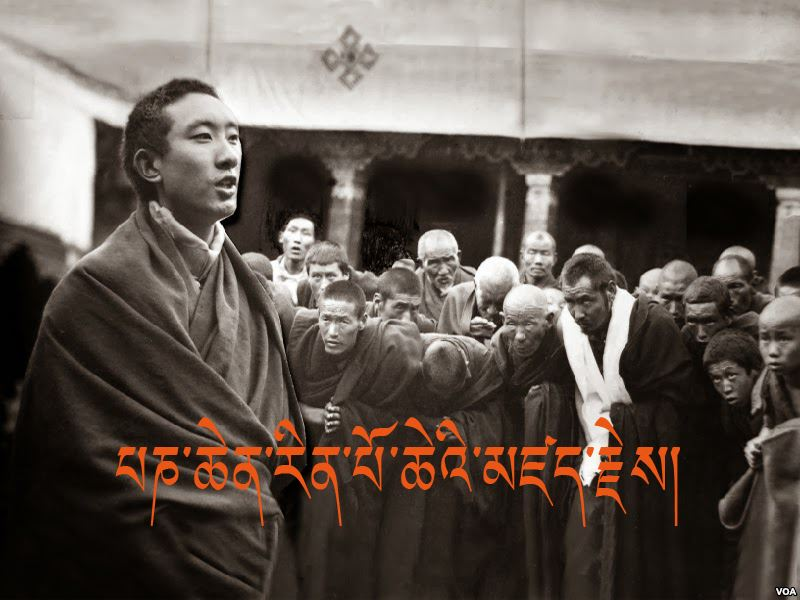
Le panchen-lama et des moines en arrière plan au Tibet en 1959.

Après le départ en exil du 14e dalaï-lama, Tenzin Gyatso en 1959, le 10e panchen-lama s'était vu offrir la présidence par intérim du comité préparatoire à l'établissement de la région autonome du Tibet. En 1960, les Chinois lui donnèrent la vice-présidence du Congrès national du Peuple afin qu'il y soit le porte parole de leur politique au Tibet. À ce titre le 10e panchen-lama visita plusieurs régions chinoises, « partout il ne vit que misère et désolation ». Il retourne au Tibet en 1961 et découvre que son monastère, le Tashilhunpo, a subi des réformes démocratiques durant lesquelles le nombre de moines a été divisé par deux, d'environ 4 000 à 1 980. En 1962, il rencontra des Occidentaux à Lhassa la capitale de l'actuelle région autonome du Tibet. Il leur confia son désir d'« accomplir son devoir révolutionnaire envers le peuple » et de « vivre la vie d'un bon bouddhiste ». Le panchen-lama rejoignit Pékin en 1962 sur l'ordre de Mao. Pendant ce voyage, des foules de Tibétains l'implorèrent de « mettre fin à leurs souffrances et aux privations endurées ». À Pékin il demanda directement au Grand Timonier de « faire cesser les exactions commises à l'encontre du peuple tibétain, à augmenter les rations alimentaires, à faire donner des soins aux personnes âgées et aux infirmes et à respecter la liberté religieuse ». Mao l'écouta poliment mais aucune mesure ne fut prise.
Le panchen-lama n'avait que 24 ans quand il se permit de s'opposer au parti communiste chinois. Son entourage essaya de le convaincre de tempérer le ton de sa pétition, il refusa, indiquant qu'il parlait au nom du peuple tibétain et que les dirigeants chinois avaient droit à une critique rigoureuse.
Ainsi en 1962 le panchen-lama a adressé au premier ministre chinois Zhou Enlai, un document intitulé la pétition en 70 000 caractères où il dénonce la politique draconienne et les actions de la République populaire de Chine au Tibet. Il critique le Grand Bond en avant ; une multitude d'« ordres ineptes » de la part des autorités du parti communiste chinois a entraîné une pénurie alimentaire chronique :
Le rapport du panchen-lama traite de la situation tibétaine en des termes clairs, s'en prenant au projet de Mao Zedong : « Bien que sur le papier et dans les discours, il y ait eu un grand bond en avant, il n'est pas certain qu'il se soit traduit dans la réalité. »

## Rédaction de la pétition

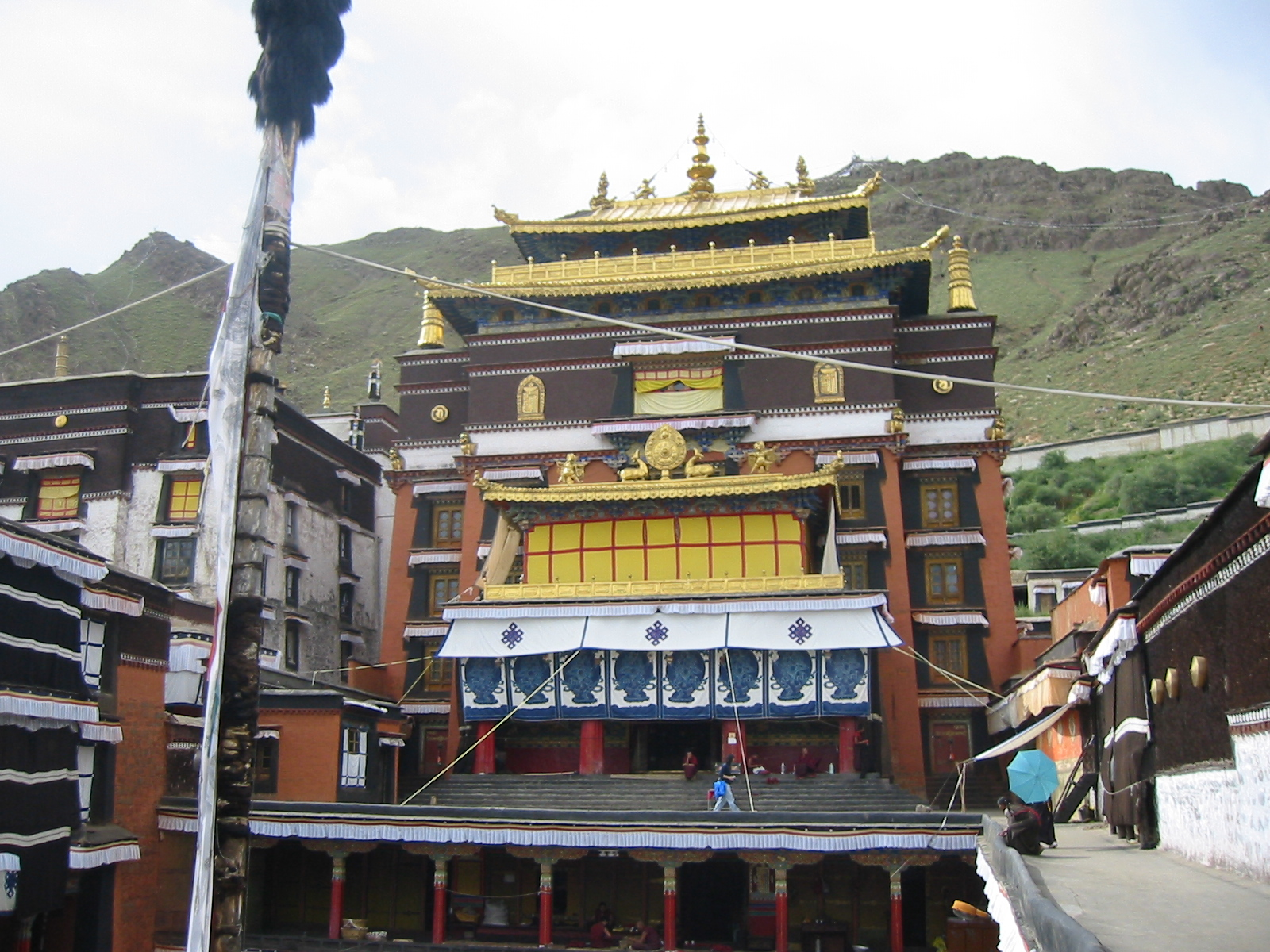
Monastère de Tashilhunpo

Le panchen-lama commença sa rédaction dans son monastère de Tashilhunpo à Shigatse au Tibet puis il la continua dans sa résidence de Lhassa et il termina celle-ci à Pékin.
Le panchen-lama écrit le document en tibétain et demande au traducteur chinois du 9e panchen-lama, une personne de confiance, de le traduire en chinois. 
Le panchen-lama choisit un titre « Rapport sur les souffrances du Tibet et des régions tibétaines et propositions pour le travail futur du Comité central sous la direction du président ministre Zhou Enlai ». Mais la version chinoise présentait 70 000 caractères, ce titre lui restera.
Le panchen-lama se confia au ministre chinois des affaires étrangères Chen Yi, un des proches de Zhou Enlai. Chen Yi le conforta dans cette dénonciation de la situation tibétaine : « Dites tout ce que vous savez et dites le sans réserves. ».
Le panchen-lama présenta notamment à Ngabo Ngawang Jigme un premier jet de sa pétition. Ngabo le conseilla utilement sur la façon de présenter son rapport. Mais il l'invita surtout à remplacer cette pétition écrite par un exposé oral plus modéré au Comité central. Le panchen-Lama ne suivit pas ce conseil.

## Les chapitres
L'essai comprend 8 parties, 3 thèmes majeurs s'en détachent : la religion, la cruauté et la famine.
1. La lutte pour écraser les rébellions.
2. Les réformes démocratiques.
3. L'élevage, la production agricole, la vie des masses populaires.
4. Le travail du Front uni.
5. Le centralisme démocratique.
6. La dictature du prolétariat.
7. Les questions religieuses.
8. Le travail pour les nationalités.

Le Panchen-Lama dénonçait dans sa conclusion les tendances gauchistes majoritaires au Tibet.

## Extraits
Dans la préface de la traduction anglaise, Robert Barnett observe qu'il n'existe « aucun autre document dans lequel un personnage de haut rang attaque aussi explicitement et avec autant de détails la politique et les pratiques du président Mao ». Des extraits ont été publiés par différents auteurs :

### La religion
Il expliquait que quiconque manifestait sa foi religieuse au Tibet était persécuté et accusé de superstition. Les communistes obligeaient les moines et les nonnes à avoir des relations sexuelles. La direction des monastères était confiée à des personnages au comportement dissolu qui « fréquentaient des prostituées, buvaient excessivement  », discréditant ainsi les monastères aux yeux des Tibétains.
« Après l'introduction des réformes, le bouddhisme a subi un sérieux revers et il est maintenant sur le point de disparaître... »
Le panchen-lama considérait que le cœur du Bouddhisme étant visé, les cérémonies de prières, les discussions philosophiques, les enseignements n'étaient plus possibles.

### Les arrestations
« Beaucoup de prisonniers sont morts de manière navrante lorsque l'on a introduit la dictature du prolétariat. La population du Tibet s'en est trouvée grandement réduite au cours des dernières années... Si l'on met de côté les vieillards, les femmes et les enfants, la plupart des hommes valides et intelligents des régions tibétaines de Qinghai, de Gansu, de Sichuan et du Yunnan ont été incarcérés... »

### La répression des manifestations
Il a critiqué la répression injuste que les autorités chinoises ont infligé aux Tibétains en réaction au Soulèvement tibétain de 1959 :
« Nous n'avons aucun moyen de savoir combien de personnes ont été arrêtées. Dans chaque région, il y a eu au moins 10 000 arrestations. Bons et méchants, innocents et coupables, tous ont été arrêtés, en contradiction avec tout système légal existant de par le monde... Dans certaines régions, la plupart des hommes ont été emprisonnés, si bien qu'il ne reste que les femmes, les personnes âgées et les enfants pour travailler...
 »
« On ordonna même de tuer des membres des familles rebelles... Les fonctionnaires mirent délibérément les gens en prison dans des conditions draconiennes, si bien qu'il y eut un grand nombre de morts injustifiables... »

### La famine
Il dénonce la famine au Tibet en critiquant le Grand Bond en avant car une multitude d'« ordres ineptes » de la part des autorités du Parti communiste chinois a entraîné une pénurie alimentaire chronique :
« Vous devez avant tout garantir que le peuple ne mourra pas de faim. Dans de nombreuses régions du Tibet, les habitants sont morts de faim... Dans certains endroits, des familles entières ont péri et le taux de mortalité est extrêmement élevé. C'est tout à fait inacceptable, terrible et grave. Le Tibet vivait autrefois un âge obscur de féodalisme barbare, mais il n'y a jamais eu de telles pénuries de nourriture, notamment après l'essor du bouddhisme. Dans les régions tibétaines, les masses vivent actuellement dans une telle pauvreté que les personnes âgées et les enfants meurent de faim, ou bien sont si affaiblis qu'ils ne peuvent résister aux maladies et succombent... Jamais rien de tel n'a eu lieu auparavant dans toute l'histoire du Tibet. Les gens ne pouvaient pas imaginer des famines aussi terribles, pas même dans leurs cauchemars. Dans certaines régions, si quelqu'un attrape froid, il contamine inévitablement des centaines de personnes et la plupart en meurent,... »

### Les avortements forcés
Le panchen-lama termine son rapport en portant de terribles accusations concernant des avortements forcés à partir de 1955 dans le Kham et l'Amdo.

## Conséquences

### Conséquences pour le panchen-lama
Le 10e panchen-lama rencontra le Premier ministre Zhou Enlai et évoqua avec lui son rapport remis le 18 mai. La réaction initiale fut positive, Zhou Enlai convoqua les responsables des territoires tibétains à Pékin. Il fut promis par les autorités de redresser ce qu'elles désignaient comme une « déviation gauchiste ». Zhou Enlai « avait admis que des fautes avaient été commises au Tibet », mais n'autorisait pas une opposition ouverte au pouvoir en place. Cependant, suivant son habitude de plier sous le vent maoïste, il abandonna le panchen-lama à son sort dès les critiques du président Mao.
Mao Zedong qui passait l'été dans la station balnéaire de Beidaihe intervint. Il décréta que la pétition du panchen-lama était « une flèche empoisonnée » tirée sur le parti communiste par « un seigneur féodal réactionnaire ».
Les copies du document furent détruites. Le panchen-lama fut emprisonné en 1964, et ne fut libéré que 14 ans plus tard en 1978, après la mort de Mao.

### Mise en application des propositions de la Pétition
Selon TIN, les propositions contenues dans la Pétition en 70 000 caractères furent mises en application entre 1980 et 1992 par le réformateur chinois Hu Yaobang, en adéquation avec la politique de Deng Xiaoping dans les années 1980.
Tseten Wangchuk, un journaliste tibétain travaillant aux États-Unis, témoigne qu’en 1980, lors d’une réunion à Pékin entre le Secrétaire du Parti communiste chinois Hu Yaobang et le panchen-lama, ce dernier « dit à Hu combien il avait été ému par ses réformes, et fit remarquer que si les suggestions de la Pétition en 70 000 caractères avaient été mises en application à l’époque où elles furent proposées, les problèmes au Tibet ne se seraient pas perpétués ».
La Pétition en 70 000 caractères était fondée sur la prémisse que les caractéristiques spécifiques du Tibet devraient être prises en compte par les décideurs. Cette prémisse était centrale dans la politique de Deng Xiaoping en Chine dans les années 1980 et a permis au panchen-lama d’introduire de nombreuses libéralisations au Tibet. Début 1992, le Parti retira la concession des « caractéristiques spécifiques » et la politique actuelle contrôlant les pratiques religieuses et les monastères, limitant l'enseignement de langue tibétaine, a depuis  supprimé certaines des libéralisations religieuses et culturelles inaugurées par Hu et demandées par le panchen-lama.

## Critique de la pétition
En avril 1998, Ngabo Ngawang Jigme, dirigeant tibétain ayant signé l'Accord en 17 points sur la libération pacifique du Tibet en 1951 et ayant eu des fonctions politiquse dans la région autonome du Tibet entre 1964 et 1993, contesta fermement l'exactitude de la pétition, critiquant notamment ses informations sur la famine, mais sans mettre en doute l'authenticité du document ni en critiquer la publication. Interrogé par Jasper Becker, Ngabo déclara que dans la région autonome du Tibet pas une seule personne n'était morte de faim mais qu'il avait entendu dire que des gens étaient morts de faim au Qinghai sans qu'on en connaisse le nombre.
Selon le juriste Barry Sautman, professeur associé en sciences sociales à l'université de science et de technologie de Hong Kong, le 10e panchen-lama est censé avoir visité trois régions du Tibet avant la rédaction de ce rapport : Ping'an, Hualong et Xunhua, et sa description d'une famine ne concerne que la région dont il est originaire, Xunhua. Ces trois régions se trouvent dans la préfecture de Haidong, une zone de la province du Qinghai dont la population est à 90 % non tibétaine et ne relève pas du Tibet « culturel ». De plus, ajoute Sautman, un ancien dirigeant de la région autonome du Tibet[Lequel ?] conteste le fait que le panchen-lama ait visité une quelconque zone tibétaine lors de la famine.

## Éloges de la pétition
En 1999, le dalaï-lama déclara lors de la commémoration du soulèvement tibétain de 1959 : « La pétition en 70 000 signes lancée en 1962 par l'ancien Panchen Lama constitue un document historique éloquent sur la politique menée par la Chine au Tibet et sur les mesures draconiennes qu'elle y a instaurées. » En 2001, il ajoutait que le panchen-lama y « avait dénoncé explicitement les terribles conditions de vie infligées aux Tibétains à l'intérieur de leur pays. »
Le journaliste et écrivain anglais Patrick French considère la pétition comme le tableau le plus clair de cette période.
Selon Stéphane Guillaume, le rapport, resté secret jusqu’au 12 février 1998, confirme le rapport de la Commission internationale de juristes de décembre 1964, les atteintes aux droits de l’homme en dépit des Résolutions 1353 et 1723 de l'Assemblée générale des Nations unies.
Joshua Michael Schrei, écrivit dans un article publié initialement par l'association indépendantiste Students for a Free Tibet puis par le site Dissident Voice : « L'un des documents historiques les plus révélateurs de l'époque est la Pétition en 70 000 caractères adressé au président Mao au nom du peuple tibétain. Non seulement ce document est considéré par de grands historiens comme l'un des seuls textes fiables de cette époque, mais il illumine l'extraordinaire courbette nécessaire pour que même un haut fonctionnaire chinois comme le panchen-lama parle au président Mao. Apparemment, Mao n'était pas intéressé par l'écoute des problèmes quotidiens des « serfs » qu'il « libérait ». Le panchen-lama a été envoyé en prison pour avoir laissé entendre que les Tibétains étaient affamés ».
Pour le professeur Dawa Norbu « aucun Chinois (sauf peut-être à l'exception de Peng Dehuai), et certainement aucun autre dirigeant d’une minorité nationale, n’avait osé défier les politiques communistes si fondamentalement à l’intérieur de la République populaire de Chine depuis sa création en 1949, comme l’a fait le Panchen Lama en 1962 et en 1987 ».
Laurent Deshayes et Frédéric Lenoir considèrent que l'analyse de Hu Yaobang, secrétaire général du parti communiste chinois de 1980 à 1987, émise lors de sa tournée d'inspection dans la région autonome du Tibet rejoint les critiques émises par le 10e panchen-lama dans sa pétition en 70 000 caractères et le gouvernement tibétain en exil : « la politique chinoise au Tibet s'apparente à du colonialisme, les Tibétains sont sous-représentés dans l'administration régionale, leur niveau de vie a chuté depuis la libération de 1951-59, la culture est menacée de disparaître faute d'un apprentissage de la langue et de la religion ».

## Autocensure et rectification du panchen-lama
En 1987, après sa libération, il déclare espérer un retour rapide du dalaï-lama au Tibet, remarquant que pour les Tibétains, « certes, depuis 1950, il y a sans conteste eu des développements, mais le prix à payer pour eux a été plus grand que les gains ». Il ajouta qu'il avait sous-évalué l'adversité au Tibet dans sa pétition. Il y avait écrit que 5% de la population du Qinghai avait été emprisonné mais « d'après les informations dont je disposais à l'époque, c'était plutôt, en réalité, entre 10 et 15%. Je n'avais pas le courage de citer un tel chiffre. Je serais mort sous le thamzing si je l'avais fait. »